# Wojciech Gutorski
Wojciech Gutorski, né le 25 mai 1982 à Bydgoszcz, est un rameur polonais.

## Palmarès

### Jeux olympiques
- 8e en huit barré à Athènes (2004)
- 5e en huit barré à Pékin (2008)
- Qualifié en deux sans barreur à Londres (2012)

### Championnats d'Europe d'aviron
- médaille d'argent en huit barré en 2007 à Poznań, (Pologne)
- médaille de bronze en huit barré en 2008 à Athènes, (Grèce)
- médaille d'or en huit barré en 2009 à Brest, (Biélorussie))